# Грін Ніна Миколаївна
Ніна Миколаївна Грін, до шлюбу Миронова (11 (23) жовтня 1894, Гдов — 27 вересня 1970, Київ) — російська письменниця, мемуаристка. Натхненниця та дружина Олександра Гріна. Засновниця музею письменника в Старому Криму, прототип героїні «Пурпурових вітрил» Ассоль.

## Життєпис
Народилася в родині банківського службовця Миколи Сергійовича Миронова. Старша дитина в сім'ї, молодші брати — Костянтин (1896 р.н..), Сергій (1898 р.н..). Сім'я переїжджала по місцях служби батька і в 1914 р. перебралася з Нарви в Петербург.
Закінчила гімназію із золотою медаллю, вступила на Бестужевські курси (1914).
У 1915 році одружилася зі студентом-юристом Сергієм Коротковим, який був через рік мобілізований в армію і загинув на фронті Першої світової війни в 1916 р. Закінчивши два курси біологічного відділення, Грін пішла працювати медсестрою в госпіталь.
У 1917 р. працювала друкаркою в газеті «Петроградское эхо» («Петроградське відлуння»), де вперше побачила Олександра Гріна. У 1918 році батько Грін помер. Вона  захворіла на туберкульоз, переїхала на три роки до родичів до Підмосков'я, потім повернулася до Петрограду, де працювала медсестрою. Жила з мамою.
Знову зустріла Гріна в 1921 році; 7 березня 1921 р. вони одружилися. У 1924 р. З мамою та чоловіком переїхали до Криму, жили в Феодосії, потім — в Старому Криму.
Чоловік помер у Старому Криму в 1932 році. Ніна Грін почала роботу з увічнення його пам'яті. В 1934 р. організувала меморіальну кімнату. В тому ж році, отримавши гонорар за збірку оповідань Гріна «Фантастичні новели», на придбаній раніше ділянці землі площею 20 соток звела житловий будинок. Будинок Гріна став приватним музеєм. Відкриття державного музею було призначено на 1942 рік, до 10-річчя смерті митця. Брала участь у створенні Історико-краєзнавчого музею в Старому Криму, з дорученнями від музею їздила до Москви .
У 1934 р. одружилася з феодосійським лікарем-фтизіатром Петром Івановичем Нанією, давнім знайомим, який лікував О. С. Гріна. На початку німецко-радянської війни шлюб розпався.
Під час німецької окупації Криму залишилася в Старому Криму з важко хворою матір'ю. Працювала коректоркою і редакторкою в окупаційній газеті «Офіційний бюлетень Старо-Кримського району», з 29 січня по 15 жовтня 1942 року завідувала районною друкарнею. Окупаційна влада використовували ім'я вдови знаменитого письменника в пропагандистських цілях. Надалі була викрадена на трудові роботи до Німеччини.
Після війни була засуджена на 10 років таборів за співпрацю з окупантами. Після звільнення з німецької неволі та повернення до Криму була заарештована. Відбувала ув'язнення в таборах на Печорі, потім — в Астрахані.
Звільнилася в 1956 році. Після звільнення повернулася до Криму. Після довгої боротьби повернула будинок — останнє житло Гріна, пристосований новими господарями під господарські потреби. Домоглася відкриття музею письменника. Останні роки жила в обстановці крайньої злиденності та неприязні з боку місцевих жителів, Марія Волошина говорила: «Вона в повному забутті і злиднях в Старому Криму проживає. Іноді до мене приїжджає. Дружити ми не дружимо. Вона всіх цурається. Але, ми спілкуємося, як два старих беззубих крокодила. Колись Ніна красунею була. Сильфіда»
Ніна Грін померла у Києві 27 вересня 1970 р. У своєму заповіті вона просила поховати її в сімейній огорожі між могилами її матері та чоловіка. Але влада Старого Криму не дозволила виконати волю покійної, і поховання відбулося в іншому місці старокримського кладовища.
Рік потому, у ніч на 23 жовтня 1971 р., київські друзі Ніни Грін — Ю. Первова та О. Верхман з помічниками таємно перепоховали її, виконуючи її заповіт.

Ніна Грін повністю реабілітована в 1997 році. З висновку Прокуратури Автономної Республіки Крим:
З наявних в матеріалах справи фактичних даних вбачається, що Грін Н. М. в період Великої Вітчизняної війни не брала участі в каральних акціях проти мирного населення, не займалася зрадою і не чинила в цьому пособництва … Таким чином, Грін Н. М. не зробила дій, які передбачають відповідальність за зраду Батьківщині.

## Літературна спадщина
- Грин Н. Н. Воспоминания об Александре Грине: Мемуарные очерки. Дневниковые записки. Письма / Н. Ялова, Л. Варламова, С. Колотупова. — Феодосия; М. : Издат. дом Коктобель, 2005. — 400 с. — (Образы былого. Вып. 4) — 2500 прим. — ISBN 5-94293-009-0.